# Eupterote lucia
Eupterote lucia är en fjärilsart som beskrevs av Butler 1885. Eupterote lucia ingår i släktet Eupterote och familjen Eupterotidae. Inga underarter finns listade i Catalogue of Life.